# Region Sønderjylland-Schleswig
Region Sønderjylland-Schleswig betegner det institutionelle grænseoverskridende samarbejde i det dansk-tyske grænseområde. På dansk side indgår de fire kommuner Tønder, Aabenraa, Haderslev og Sønderborg samt Region Syddanmark og på tysk side Kreis Schleswig-Flensburg, Kreis Nordfriesland og Stadt Flensburg i samarbejdet.
Region Sønderjylland-Schleswig blev grundlagt den 16. september 1997 i Aabenraa. Den er en såkaldt Euroregion, dvs. et formaliseret samarbejde mellem to eller flere grænsenære regionale myndigheder.
Regionskontor & Infocenter i Padborg fungerer som fælles sekretariat og informationskontor for Region Sønderjylland-Schleswig.

## Navn
Navnet Region Sønderjylland-Schleswig hentyder til det grænseoverskridende samarbejdes historiske rødder, for både Sønderjylland og Schleswig er betegnelser for det gamle hertugdømme Slesvig, som blev delt efter grænsedragningen mellem Danmark og Tyskland i 1920. Den sydøstlige del af Sønderjylland-Schleswig, som i dag er en del af Kreis Rendsburg-Eckernförde, indgår ikke i samarbejdet. 

## Medlemmer
Dansk side:
- Region Syddanmark
- Haderslev Kommune
- Aabenraa Kommune
- Tønder Kommune
- Sønderborg Kommune

Tysk side:
- Kreis Schleswig-Flensburg
- Kreis Nordfriesland
- Stadt Flensburg

## Love og bestemmelser
Medlemmerne af Region Sønderjylland-Schleswig er fortsat underlagt deres respektive nationale lovgivning. Aftalen om det dansk-tyske samarbejde i Region Sønderjylland-Schleswig af 16. september 1997, som senest blev ændret i 2017, danner grundlag for samarbejdet. Desuden bygger det på Det europæiske Charter for Grænseregioner og grænseoverskridende
Regioner, som blev vedtaget af Europæiske Grænseregioners Arbejdsfællesskab i 2004. Samarbejdet basereres på princippet om ligeberettigelse og respekt for den anden sides kultur og på, at beslutninger træffes i fællesskab og i enighed.

## Formål
Det overordnede mål med det grænseoverskridende samarbejde er at forbedre vækstvilkårene i regionen og styrke den kulturelle sammenhængskraft.
Til det formål skal kontakten og udvekslingen mellem befolkningen intensiveres og på længere sigt føre til øget gensidig forståelse og et bedre kendskab til hinanden. Derfor støtter Region Sønderjylland-Schleswig f.eks. gennem Interreg-projektet KursKultur 2.0 kultur-, sprog- og sportsprojekter. Fremme af det mellemfolkelige møde og kulturel udveksling, skolesamarbejde og sprogprojekter er områder, der prioriteres højt.
Siden 2013 har Kulturaftale Sønderjylland-Schleswig (www.kulturfokus.de) også været tilknyttet Region Sønderjylland-Schleswig.
Regionen har stort fokus på erhvervslivet og det grænseoverskridende arbejdsmarked i sit virke. Infocentret, som er en del af Regionskontoret, har rådgivet grænsependlere siden 2004. Centret startede som et Interreg-projekt, men blev så stor en succes, at det blev etableret permanent i 2007. Infocentret rådgiver både privatpersoner, virksomheder og institutioner. Infocentrets mål er bl.a. at samle og videregive viden, erfaring og kompetence.
Derudover varetager Region Sønderjylland-Schleswig generelt også grænseregionens interesser på europæisk plan. Eksempelvis har Region Sønderjylland-Schleswig gjort opmærksom på behovet for gensidig anerkendelse af erhvervsuddannelser. Praktiske tiltag som udviklingen af en dansk-tysk P-skive og lommeordbøger har ligeledes været med til at støtte og fremme det grænseoverskridende arbejdsmarked.

## Organisering
Organisationen består af bestyrelsen, forvaltningsgruppen, Kulturudvalg Sønderjylland-Schleswig, Arbejdsmarkedsudvalget og Udvalg for grænseregional udvikling. Dertil kommer forskellige fag-, arbejds- og netværksgrupper. Regionskontor & Infocenter i Padborg står for selve administrationen af Region Sønderjylland-Schleswig.
Bestyrelsen, der består af politiske beslutningstagere fra medlemmerne samt repræsentanter fra grænsekommunerne, er regionens øverste beslutningsorgan. Hvert andet år vælges ny formand og næstformand, der skiftevis kommer fra dansk og tysk side. Det er bl.a. bestyrelsens opgave at træffe beslutninger om regionens arbejde og fastlægge konkrete mål for regionen på kultur- og arbejdsmarkedsområdet.
Forvaltningsgruppen forbereder bestyrelsesmøderne, udarbejder oplæg/indstillinger og sikrer, at der bliver udvekslet erfaringer mellem partnerne.
Kulturudvalget er del af det politiske styre- og bevillingsudvalg for Interreg-projektet KursKultur 2.0.
Faggrupperne beskæftiger sig med forskellige fagområder, der er af interesse for det dansk-tyske samarbejde i grænseregionen. P.t. eksisterer der faggrupper for områderne kultur (Kulturfaggruppen), børn/unge og skole (Kontaktfaggruppen), faggruppen Sprog og interkulturel forståelse samt Sport i regionen (SpoReg).
Foruden faggrupperne er der nedsat arbejdsgrupper på specifikke områder, som serviceres af Regionskontor & Infocenter. Arbejdsgruppernes formål er at udveksle erfaringer, opbygge og vedligeholde netværk, planlægge konkrete initiativer og generelt støtte det grænseoverskridende samarbejde i Region Sønderjylland-Schleswig. Af arbejdsgrupper kan f.eks. nævnes Dansk-Tysk Biblioteksforum og arbejdsgruppen Sygedagpenge.
Regionskontor & Infocenter indgår også i en række netværksgrupper, som beskæftiger sig med forskellige emner inden for det grænseoverskridende samarbejde. En repræsentant for Regionskontor & Infocenter deltager i møderne og støtter de andre deltagere.
Trådene samles på Regionskontoret i Padborg, som er fælles sekretariat for alle organer i Region Sønderjylland-Schleswig. Sekretariatet er ansvarlig for den løbende administration i organisationen og gennemførelse af projekter på områderne kultur, børn/unge, skole og sport. Desuden har Infocentret siden 2004 stået for grænsependlerrådgivningen, hvor Infocentrets medarbejdere yder personlig rådgivning og vejledning, holder foredrag sammen med danske og tyske jobcentre og arbejdsformidlinger og efteruddanner de medarbejdere ude i kommunerne, som har med grænsependlere at gøre. De arbejder tæt sammen med netværk som f.eks. fagforeninger, a-kasser, myndigheder og foreninger. Siden 2020 er Regionskontor & Infocenter også ansvarlig for rådgivning i Fehmarnbelt-regionen.

## Finansiering
Organisationens udgifter – efter fradrag af tilskud fra anden side – afholdes med hver 50 % fra dansk og tysk side. Alle partnere har fuldstændig adgang til alle oplysninger om organisationens økonomi. Region Sønderjylland-Schleswigs budget for 2020 udgør ca. 5.475.750 DKK.